# کونسپسیون (سانتاندر)
کونسپسیون (انگلیسی: Concepción, Santander) نام یک منطقه مسکونی در کلمبیا است.